# Freddy's Nightmares
Freddy's Nightmares is een Amerikaanse horror-anthologieserie, losjes gebaseerd op de filmreeks A Nightmare on Elm Street. De serie liep van oktober 1988 tot maart 1990, met een totaal van 44 afleveringen.

## Opzet
De serie bestaat uit een reeks opzichzelfstaande horrorverhalen. De serie wordt gepresenteerd door Freddy Krueger (net als in de films gespeeld door Robert Englund). Hij introduceert elk verhaal aan de kijker, en verschijnt soms tijdens het verhaal af en toe ten tonele om de situatie toe te lichten. Hij speelt echter maar zelden een actieve rol in het verhaal, hoewel er gesuggereerd wordt dat de gebeurtenissen in elk verhaal wel indirect zijn schuld zijn.
Elke aflevering bevat twee verhalen, waarvan het tweede verhaal bijna altijd draait om personages die in het eerste verhaal een bijrolletje hadden.
Het enige wat de verhalen met elkaar gemeen hebben is dat ze zich, net als de films, allemaal afspelen in de fictieve stad Springwood, Ohio.

## Achtergrond
De pilotaflevering werd geregisseerd door Tobe Hooper. De serie werd geproduceerd door New Line Television en oorspronkelijk gedistribueerd door Lorimar Television.
Plannen voor een serie over A Nightmare on Elm Street bestonden al sinds de eerste film, maar gezien de aard van de films leek dit onmogelijk. Freddy zou volgens de producers waarschijnlijk binnen een paar afleveringen alle hoofdrolspelers hebben gedood en dan kon de serie niet verdergaan. Daarom werd besloten een anthologieserie te maken met in elke aflevering een ander verhaal en andere personages.

## Cast
Vanwege het lage budget konden de producers geen bekende acteurs en actrices inhuren voor de serie. Er werden vooral debuterende acteurs en acteurs die tot dusver alleen voor theater hadden gewerkt ingehuurd. Enkele van de acteurs die later beroemd werden zijn:
- Robin Antin
- Sarah Buxton
- Kyle Chandler
- Morris Chestnut
- Joshua Cox
- Richard Eden
- Mariska Hargitay
- Eva LaRue
- Phill Lewis
- John Cameron Mitchell
- Yvette Nipar
- Lori Petty
- Brad Pitt
- Tim Russ

Andere noemenswaardige gastrollen werden gespeeld door:
- Timothy Bottoms
- Tony Dow
- Joyce Hyser
- David Lander
- George Lazenby
- Lar Park Lincoln
- Dick Miller
- Susan Oliver
- Jay Thomas
- Tracey Walter
- Jill Whitlow